# Разъезд 14 км
Разъезд 14 км (каз. Разъезд 14 км) — упразднённый населённый пункт в Жарминском районе Восточно-Казахстанской области Казахстана. Ликвидирован в 2009 году. Входил в состав Капанбулакского сельского округа. Код КАТО — 634475108.

## Население
В 1999 году население разъезда составляло 27 человек (18 мужчин и 9 женщин). По данным переписи 2009 года на разъезде проживало 13 человек (7 мужчин и 6 женщин).